# Marjatta Kajosmaa
Marjatta Kajosmaa   (Vehkalahti, 3 de febrer de 1938) és una esquiadora de fons finlandesa, ja retirada, que va competir durant la dècada del 1970.
Va participar en els Jocs Olímpics d'Hivern de 1968 realitzats a Grenoble (França), on va finalitzar en cinquena posició en les proves de 5 i 10 quilòmetres, així com quarta en la prova de relleus 3x5 quilòmetres amb l'equip finlandès. En els Jocs Olímpics d'Hivern de 1972 realitzats a Sapporo (Japó) aconseguí guanyar tres medalles en les tres proves disputades: la medalla de plata en les proves de 5 km i de relleus 3x5 km, així com la medalla de bronze en la prova de 10 quilòmetres. En els Jocs Olímpics d'Hivern de 1976 realitzats a Innsbruck (Àustria) finalitzà novena en la prova de 5 km, onzena en la prova de 10 km i en segona posició amb l'equip finlandès en la prova de relleus 4x5 quilòmetres.
En el Campionat del Món d'esquí nòrdic aconseguí guanyar dues medalles l'any 1970 a Vysoké Tatry (Txecoslovàquia), la medalla de plata en la prova de 10 km i la medalla de bronze en la prova de relleus 3x5 quilòmetres.
El 1971 va rebre la medalla Holmenkollen, sent la primera dona finlandesa en rebre-la.